# 普利亞齊納
49°2′54″N 27°41′50″E / 49.04833°N 27.69722°E
普利亞齊納（烏克蘭語：Пляцина），是烏克蘭的村落，位於該國西南部文尼察州，由日梅林卡區負責管轄，面積3.94平方公里，海拔高度317米，2001年人口383，人口密度每平方公里97.11人。